# Carpostalagma
Carpostalagma is een geslacht van vlinders van de familie spinneruilen (Erebidae).

## Soorten
- C. chalybeata Talbot, 1929
- C. pulverulentus Talbot, 1929
- C. signata Talbot, 1932
- C. viridis (Plötz, 1880)